# Laurent Merchiers
Laurent Merchiers, né à Zottegem, le 9 juin 1904 et décédé à Gand[réf. nécessaire] le 5 février 1986 fut un homme politique belge francophone libéral.
Il fut licencié en notariat, avocat, professeur à l'université de Gand.
Il fut élu conseiller communal et bourgmestre de Gand, conseiller provincial de la province de Flandre-Orientale, sénateur de l'arrondissement de Gand-Eeklo (1958-1971) et ministre de la justice  (Gouvernement Gaston Eyskens III).
A ce titre, il fait publier, à la fin du mois de juillet 1960, une brochure reprenant les premiers témoignages des Belges évacués du Congo après y avoir subi, essentiellement de la part des soldats de la Force Publique mutinés contre le gouvernement dirigé par Patrice Lumumba, des violences diverses, dont de nombreux viols.

## Généalogie
- Il fut fils de Petrus et Bertha De Smet.
- Il épousa en 1933 Paula Hallet.

## Sources
- Blauw Archief
- Fiche biographique
- Merchiers (L.) (prés.). Congo, juillet 1960 : témoignages. Bruxelles : Ministère de la Justice, 1960, 22 p.